# دانة أحمد الجدع
دانة أحمد الجدع طبيبة أخصائية في الأمراض الباطنية، وروائية قصصية. مواليد الدوحة، قطر 2 مارس 1984. عاشت طفولتها في الدوحة إلى سن العاشرة، ثم تابعت تعليمها المدرسي والجامعي في عمّان، الأردن. تخرجت من كلية الطب في الجامعة الأردنية عام 2008، وتخصصت في الأمراض الباطنية في المستشفى الإسلامي-عمّان، وحصلت على البورد الأردني في الأمراض الباطنية عام 2014. ولها موقع رسمي شخصي بعنوان www.danajada.com. انتقلت عام 2014 إلى دبي، الإمارات العربية المتحدة، وعملت في العديد من المستشفيات والعيادات هناك.

## المؤلفات
| الكتاب                     | اللغة   | الناشر     | سنة النشر | عدد الصفحات | الرقم الدولي      | المصدر |
| -------------------------- | ------- | ---------- | --------- | ----------- | ----------------- | ------ |
| إلى من قد لا ألتقيه        | العربية | دار الضياء | 2010      | 294         | (ردمك 9789957052) | [ 4 ]  |
| أمل في القمر               | العربية | دار الضياء | 2009      | 148         | لا يوجد           | [ 5 ]  |
| الخامسة مساء الجمعة        | العربية | دار الضياء | 2008      | 1600        | لا يوجد           | [ 6 ]  |
| وماذا بعد؟                 | العربية | دار الضياء | 2010      | 208         | لا يوجد           | [ 7 ]  |
| أغلى ما أملك، دروب الأشواك | العربية | دار الضياء | 2012      | 200         | لا يوجد           | [ 8 ]  |
| أغلى ما أملك، نحو المجهول  | العربية | دار الضياء | 2013      | 220         | لا يوجد           | [ 9 ]  |
| أغلى ما أملك - إلى الجذور  | العربية | دار الضياء | 2016      | 440         | لا يوجد           | [ 10 ] |
| طلع البدر علينا            | العربية | دار الضياء | 2021      | 1860        | لا يوجد           | [ 11 ] |